# Королёв, Александр Александрович (Герой Социалистического Труда)
Александр Александрович Королёв (1909—1983) — советский горный инженер, директор комбината «Ураласбест», Герой Социалистического Труда (1971). Лауреат Сталинской премии.

## Биография
Родился 2 (15) октября 1909 года в посёлке Нижнетагильского завода Верхотурского уезда Пермской губернии (ныне — город в Свердловской области).
Окончил Свердловский горный институт (1933), горный инженер-обогатитель.
В 1932—1983 годах — конструктор, главный инженер, директор асбесто-обогатительной фабрики, управляющий трестом «Союзасбест», с 1966 года — директор комбината «Ураласбест».
Специалист в области технологии добычи и обогащения асбестовых руд. Под его руководством осуществлялось техническое перевооружение и развитие асбестовой промышленности; проектировались, строились, осваивались проектные мощности асбестообогатительных фабрик № 2, 4, 5, увеличивали объемы производства горные предприятия. Внёс вклад в проектирование, строительство и досрочное освоение мощностей асбестообогатительной фабрики № 6.
Умер 26 мая 1983 года. Похоронен в Асбесте на городском кладбище № 2.

## Награды и премии
- Герой Социалистического Труда (1971)
- два ордена Ленина (1958, 1971)
- орден Октябрьской Революции (1976)[2]
- орден Трудового Красного Знамени (1952)
- орден Дружбы народов (1981)[2]
- орден «Знак Почёта» (1964)
- Сталинская премия третьей степени (1951) — за усовершенствование методов обработки асбестовых руд и механизации трудоёмких процессов, обеспечивших увеличение производства асбеста
- премия Совета Министров СССР (1972) — за разработку проекта и осуществление строительства асбестообогатительной фабрики № 6 комбината «Ураласбест»
- заслуженный строитель РСФСР (1979)
- Почётный гражданин города Асбеста (1982)